# MARILYNE
「MARILYNE」（マリリン）は、吉川晃司が1987年3月5日にリリースした10枚目のシングル。同年9月16日に発売された同名のCDビデオについても本項で記述する。

## 解説

### シングル盤
同時発売された5枚目のアルバム『A-LA-BA・LA-M-BA』（1987年）からのシングルカットであり、マリリンマーティンと対談しマリリンという曲を作るという事を伝え作製した楽曲。吉川のオリジナル曲がシングルとして発売されたのは、8枚目のシングル「MODERN TIME」（1986年）以来2曲目。
レコード盤のジャケットは2種類あり、初回限定盤はピクチャー・ディスク仕様となっており、三角ステッカーの貼られたハード・ビニール・ケースに収納。このピクチャー・ディスクの「MARILYNE」、カップリング曲「ODEON」それぞれ使用されている写真は、CBS・ソニー出版が発行していた雑誌『PATi-PATi』に掲載されていたものであり、同雑誌の協力を得て使用された（撮影：山内順仁）。「吉川晃司」の文字ロゴも同雑誌誌上で使用されたロゴを使用（デザイン：染谷淳一）。通常盤は『A-LA-BA・LA-M-BA』のジャケットが色違いで使われている。
カップリング曲「ODEON」はアン・ルイスとのデュエット・ソングだが、Instrumental（歌唱部分なし）で収録されている。理由は、本人達が所属事務所に承諾なく勝手にヴォーカル・レコーディングを行なったため、シングル発売時には歌唱部分が削除されたため。その後長らくお蔵入りの状況となっていたが、ベスト盤『BEST BEST BEST 1984-1988』（2005年）のボーナス・トラックとしてアルバムに初収録された。

### CDビデオ版
吉川初のCDビデオであり、ミュージック・ビデオ (MV) が初めて商品化された作品。ジャケットは、シングルとは異なるものが使われている。
ビデオパートに「MARILYNE」のMVが収録されているほか、オーディオパートでは5枚目のアルバム「A-LA-BA・LA-M-BA」から抜粋された4曲を聴くことができる。MVでは当時の恋人、石原真理子と共演し話題を呼んだ。石原の起用は吉川の発案。
MV制作に関してのインタビューにて「MARILYNEの曲に出ている女の子っていうのは、いつも自分の頭の中にひっかかってる自分にはないものを持っている子。挑戦的な目をしてるかと思えば、逆に話しかけられないほど悲しい目をする。俺の育っていた環境のなかにはそれが無いから、コンプレックスじゃないけど、惹かれるものがある。他ならないそういう曲だから、これはビデオとして作りたかった」と答えている。撮影場所はロンドン 。

## リリース履歴
| No. | 日付           | レーベル    | 規格      | 規格品番  | 最高順位 | 備考                                           |
| --- | -------------- | ----------- | --------- | --------- | -------- | ---------------------------------------------- |
| 1   | 1987年3月5日   | SMSレコード | EP        | SM10-270  | 4位      | 初回限定盤のみピクチャー・ディスク仕様         |
| 2   | 1987年9月16日  | SMSレコード | CDV       | VD24-0001 | -        | ジャケット、カップリング曲がシングル版と異なる |
| 3   | 1988年12月16日 | SMSレコード | 8センチCD | MD10-10   | -        |                                                |

## 収録曲

### シングル
1. MARILYNE
作詞・作曲：吉川晃司／編曲：松本晃彦
  - このMARILYNEのイメージは、「目が笑わない女の子、自分の運命を決めてしまってる女の子」。理由は「そうゆう女の子にぼくはずい分色々考えさせられたから、書きたかった」と答えている[6]。
2. ODEON
作詞：吉川晃司／作曲：吉川晃司、後藤次利／編曲：後藤次利

### CDビデオ
VIDEO PART
1. MARILYNE
作詞・作曲：吉川晃司／編曲：松本晃彦

AUDIO PART
1. A-LA-BA・LA-M-BA
作詞・作曲：吉川晃司／編曲：松本晃彦
2. BIG BAD BABY BASTARD
作詞・作曲：吉川晃司／編曲：後藤次利
3. きらわれついでのラスト・ダンス
作詞：松本一起／作曲：吉川晃司／編曲：松本晃彦
4. Raspberry Angel
作詞・作曲：吉川晃司／編曲：後藤次利

## チャート
| チャート         | 最高順位 | 登場週数 | 売上数  |
| ---------------- | -------- | -------- | ------- |
| 日本（オリコン） | 4位      | 不明     | 9.2万枚 |

## 収録アルバム
- MARILYNE
  - A-LA-BA・LA-M-BA（1986年）
  - beat goes on（1988年）
  - FAVORITE SOUNDS ...1988（1988年）
  - TOO MUCH LOVE（1992年）
  - PASSAGE:K2 SINGLE COLLECTION 1984-1996（1998年）
  - SINGLES+（2014年）

- ODEON
  - FAVORITE SOUNDS ...1988（1988年）
  - BEST BEST BEST 1984-1988（2005年）（「ODEON 19860318」として収録）